# إعادة استخدام الماء في كاليفورنيا

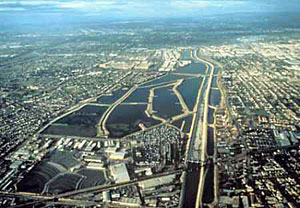

بصفتها ولاية مكتظة في الغرب القاحل المعرض للجفاف، طُورت طريقة إعادة استخدام الماء في كاليفورنيا -وهي استخدام المياه المستصلحة لأغراض نفعية- بصفتها جزءًا متكاملًا من خطة الماء في كاليفورنيا التي تُمكن كل من الاقتصاد والسكان من النمو. المياه المستصلحة هي مياه الصرف الصحي المعالجة التي تأتي من المنازل والشركات، مثل مياه الأحواض ومياه الاستحمام وحتى مياه المرحاض؛ وهذا يشمل كل ما تضخه مصارف المياه من صابون الغسيل إلى التبييض إلى الزيت إلى المخلفات البشرية. يمكن تقسيم المياه الصرف إلى المياه الرمادية والمياه السوداء، إذ تُعرّف الأولى على أنها الماء المستخدم لغسيل الملابس والاستحمام وغسيل الأحواض وفي غسالات الصحون. تُعرّف المياه السوداء على أنها مياه الصرف التي تحتوي على البراز من المراحيض. نظرًا لكميات الملوثات الفيزيائية المنخفضة في المياه الرمادية، فإن معظم الملوثات الموجودة فيها هي مواد عضوية مذابة، والتي يمكن ترشيحها وتنظيفها فيزيائيًا من خلال أغشية مختلفة، وكذلك من خلال طرق المعالجة البيولوجية.
يُجمع المحلول غير المتجانس الناتج من خلال الأنابيب ونظام الصرف الصحي، ثم يُعالج في محطة معالجة مياه الصرف الصحي وفقًا للمعايير المطلوبة ووفقًا للاستخدام المرجو منه. استُخدمت المياه المعاد تدويرها، تاريخيًا، للزراعة وتنسيق المناظر الطبيعية الضخمة والعمليات الصناعية مثل أنظمة التبريد وتغذية المياه الجوفية. بينما ننظر إلى المستقبل، نتوقع أن نرى بنية تحتية جديدة لإعادة استخدام المياه تشمل غسل مغاسلنا وسياراتنا أو سقي مروجنا وحتى غسل مراحيضنا، بالإضافة إلى استخدامها في البنية التحتية البلدية لتنظيف الشوارع والنافورات والاستخدام التجاري. يجب استخدام المياه في كاليفورنيا بشكل عقلاني وفقًا لمبدأ الاستخدام المعقول، وعدم إعادة استخدام المياه عندما يشكل ذلك انتهاكًا لهذا المبدأ وفقًا لقواعد قانون المياه 13550 وما بعدها، وفقًا لمجلس الدولة لمراقبة الموارد المائية. تضاعف استخدام المياه في ولاية كاليفورنيا بأكثر من ثلاثة أضعاف منذ سبعينيات القرن الماضي، إذ ارتفع من أقل من 246 مليون متر مكعب سنويًا إلى حوالي 863 مليون متر مكعب في عام 2009.

## التاريخ
يُعد الماء عاملًا مقيدًا للنمو الاقتصادي والسكاني في كاليفورنيا. وعليه، فإن سكان كاليفورنيا يعيدون استخدام المياه خلال معظم تاريخ الولاية. في أوائل القرن التاسع عشر، كان مزارعو كاليفورنيا يستخدمون مياه الصرف البلدية من المناطق الحضرية القريبة للري. في أوائل عام 1900، اشترت مدينة باسادينا قطعة أرض خارج المدينة وسمّتها مزرعة باسادينا للصرف الصحي، إذ زرعت الجوز والذرة والقرع والقرش وباعتها بربح معقول. بدأت مدن أخرى في الولاية تستخدم مياه الصرف الصحي في الري أيضًا، معترفةً بها كمصدر للمياه والمواد المغذية في ولاية كاليفورنيا القاحلة. في نفس الوقت تقريبًا، بدأت مدينة سان فرانسيسكو باستخدام مياه الصرف الصحي الخام لري حديقة جولدن غيت، وهي منطقة كانت عبارة عن كثبان رملية في ذلك الوقت، وأصبحت الآن مرج حديقة خضراء مورقة. قصص مماثلة يمكن العثور عليها من المدن في جميع أنحاء الدولة. أثيرت مخاوف بشأن مخاطر الصحة العامة من استخدام مياه الصرف الصحي للري مما أدى في نهاية المطاف إلى قانون الولاية الأول بشأن إعادة استخدام مياه الصرف الصحي البلدية في عام 1918. بعد بناء محطة معالجة بالقرب من غولدن غيت بارك، أنشئت البحيرات والجداول الصناعية أيضا مع المياه المعالجة. في فريسنو، في عشرينيات القرن العشرين، أنشئ أول نظام لإعادة تغذية المياه الجوفية الصالحة للشرب في الولاية باستخدام مياه الصرف الصحي.
بعد الحرب العالمية الثانية، زاد عدد سكان جنوب كاليفورنيا بشكل كبير، واستغلت المياه الجوفية في المنطقة بشكل مفرط إلى حد خلق تسرب للمياه المالحة من المحيط الهادئ، ما جعل المياه الجوفية المحلية غير صالحة للشرب. في محاولة لتطوير التكنولوجيا لتحلية مياه المحيط، اكتشف المهندسون أن تقنيتهم كانت أكثر كفاءة وفعالية من حيث التكلفة عند تطبيقها على المياه المالحة. سمح ظهور البلاستيك لمزيد من التقدم في إعادة استخدام المياه، ومهد الطريق لاختراع التناضح العكسي عام 1959 من قبل اثنين من طلاب جامعة كاليفورنيا وهم سيدني لويب وسرينيفاسا سوريجان.
في عام 1961، افتتحت محطة لمعالجة مياه الصرف الصحي في لوس أنجلوس، حيث استخدم التناضح العكسي لمعالجة مياه الصرف الصحي ومياه الأمطار. طُبقت معالجة المياه في الحوض الرملي، إذ عولج أكثر بالوسائل الطبيعية ورُشحت نحو المياه الجوفية، والتي بدورها ضُخت احتياطيًا لاستخدامها كمياه للشرب. في عام 1965، أنشأت مقاطعة سان دييغو بحيرات من صنع الإنسان تستخدم مياه الصرف الصحي المعالجة للأنشطة الترفيهية، بما في ذلك السباحة وصيد الأسماك. وفي عام 1976، بعد تسرب المياه المالحة في المياه الجوفية، افتتحت مقاطعة أورانج مصنع المياه رقم 21 إذ استخدموا التناضح العكسي لمعالجة المياه الصرف، ثم حقنوها في الأرض لاستخدامها كحاجز هيدروليكي من المياه المالحة لطبقات المياه الجوفية في المنطقة. منذ سبعينيات القرن العشرين، ازداد استخدام المياه لأكثر من ثلاثة أضعاف.
في عام 2013، أثبتت سان دييغو جدوى استخدام التكنولوجيا لإعادة تدوير معظم مياه الصرف الصحي لإعادة استخدامها بحلول عام 2035، وذلك لخفض تكاليف استيراد المياه. يأمل هذا المشروع، المسمى بيور ووتر سان دييغو، ببناء منشآت في جميع أنحاء المقاطعة لمعالجة مياه الصرف لتوفير مياه الشرب المستدامة والآمنة لثلث السكان. تنقي المدينة، اعتبارًا من عام 2011، ملايين الجالونات من المياه وتقديم إيضاحات للعامة عند الطلب.

## التقنيات

### التقنيات الأولية
تتألف عملية إعادة استخدام المياه الأولية من خنادق تُحفر لنقل المياه الصرف خارج المناطق الحضرية إلى المزارع حيث كانت تستخدم للأسمدة والمياه. بُنيت الأنابيب لاحتواء رائحة المياه العادمة. في ثلاثينيات القرن الماضي، بنت سان فرانسيسكو محطة معالجة ماكوين قرب منتزه غولدن غيت لمعالجة مياه الصرف الصحي التي كانت تستخدمها لري المناظر الطبيعية، وشملت هذه التكنولوجيا تهوية مياه الصرف للسماح للبكتيريا للتعامل مع النفايات السائلة، بالإضافة إلى إضافة الكلور للقضاء على أي مسببات الأمراض المتبقية.

### مستويات المعالجة
- أساسي: عملية فيزيائية لإزالة المواد الصلبة من المحلول غير المتجانس، ولكن ستبقى تحتوي على مواد عضوية.[8]
- الثانوية: عملية بيولوجية لإزالة المواد العضوية والمواد العالقة.[8]
- المرحلة الثالثة: يمكن أن تشمل على عمليات فيزيائية وكيميائية لإزالة أكبر للمواد العضوية والمواد العالقة والعناصر الغذائية مثل النيتروجين والفوسفور.[8][9]

تشمل المعالجات الفيزيائية الرمل الخشن والترسبات والغربلة عبر الأغشية والمرشحات. تشمل العلاجات الكيميائية التبادل الأيوني والتخثير. تشمل العمليات البيولوجية استخدام الأشعة فوق البنفسجية للتطهير والمفاعلات البيولوجية للأغشية وأر بي سي وإس بي آر.

### التناضح العكسي
التناضح العكسي هو تقنية لتنقية المياه تستخدم غشاء شبه مُنفذ لإزالة الأيونات والجزيئات والجسيمات الأكبر من مياه الشرب. يُعد التناضح العكسي، حاليًا، التكنولوجيا التي يُمكن من خلالها إعادة استخدام المياه، إلى جانب طرق التنقية للمواد الصلبة الأكبر (مثل المناخل وخزانات الترسيب) وتقنيات أخرى لإزالة الجسيمات الأصغر (مثل التهوية للسماح للبكتيريا باستقلاب المادة العالقة) والكلور لقتل البكتيريا الضارة المتبقية. يمكن أن يعمل التناضح العكسي أيضًا على إزالة المواد الصلبة الذائبة واللون والمبيدات الحشرية والمواد المغذية ومسببات الأمراض.

### تقنيات أخرى
تشمل الطرق الأخرى لمعالجة المياه التطهير بالأشعة فوق البنفسجية والأكسدة والتحلل الكهربائي المعكوس من أجل الملوحة.